# French Championships 1967
Turniej tenisowy French Championships, dziś znany jako wielkoszlemowy French Open, rozegrano w 1967 roku w dniach 22 maja – 4 czerwca, na kortach im. Rolanda Garrosa w Paryżu.

## Zwycięzcy

### Gra pojedyncza mężczyzn
Roy Emerson –  Tony Roche 6:1, 6:4, 2:6, 6:2

### Gra pojedyncza kobiet
Françoise Durr –  Lesley Turner 4:6, 6:3, 6:4